# Kidnapping by Indians
Kidnapping by Indians er en britisk stumfilm fra 1899.